# Klaonica pet
Klaonica pet ili dječji križarski rat (eng. "Slaughterhouse-Five, or The Children's Crusade: A Duty-Dance with Death ") američki je satirični ZF antiratni roman koji je 1969. godine napisao Kurt Vonnegut. Roman, koji sadrži mnoge autobiografske elemente autora koji je i sam bio njemački ratni zarobljenik, slijedi dobroćudnog i naivnog Billyja Pilgrima koji je tijekom Drugog svjetskog rata zarobljen u Njemačkoj te se našao u Dresdenu tijekom zloglasnog bombardiranja grada, no posebnost priče je što junak neprestano putuje natrag i naprijed kroz vrijeme nakon otmice izvanzemaljaca, pa se katkad nađe usred djetinjstva a potom opet u 1960-ima i 1970-ima, razdoblju nakon rata. Struktura romana se stoga u nekim poglavljima vrti u krug, tako da jedan događaj nadopunjuje drugi.
Moderna knjižnica stavila je "Klaonicu pet" na 18. mjesto na listi 100 najboljih romana 20. stoljeća a Radcliffe Publishing Course na 29. mjesto. Lev Grossman i Richard Lacayo su za "Time" stavili roman na listu 100 najboljih književnih djela na engleskom jeziku od 1923. do danas. Po knjizi je 1972. snimljen istoimeni film koji je režirao George Roy Hill, ali koji nije dosegnuo razinu popularnosti romana.

## Radnja
U prologu, autor govori da se u romanu "sve ovo doista dogodilo. Manje-više." Potom navodi kako je svojoj djeci govorio da nikada ne smiju ubijati ljude te da se vratio u Dresden 1967. sa starim ratnim prijateljom Bernardom V. O'Hareom te mu ispričao da piše knjigu o njihovim dogodovštinama tijekom rata. U njegovom domu, njegova supruga Mary O'Hare je bila nervozna sve dok ju autor nije upitao što joj je. Onda mu je rekla da su oni tada "još bili djeca" i da ne želi da napiše neki "roman za odrasle u kojima će ih glumiti Frank Sinatra i John Wayne ili neki od drugih bajnih, ratoljubivih, prljavih matoraca", na što joj je autor obećao da će ju poslušati i dodati u naslov romana "dječji križarski rat" kako bi naglasio morbidnost svega.
U drugom poglavlju potom započinje radnja romana: Billy Pilgrim je čovjek koji se "otkačio" iz vremena: zaspao je kao starac a probudio se na dan svojeg vjenčanja. Rodio se u Ilijumu, država New York, 1922., te živio razmjerno normalan život kao optičar sve dok nije preživio avionsku nesreću 1968. te na radio stanici priznao da ga je još 1967. oteo NLO s planeta Tralfamador gdje su mu vanzemaljci iz četvrte dimenzije objasnili da su svi prošli, sadašnji i budući trenuci uvijek postojali te da ih oni mogu sve pogledati odjednom jer je za njih vrijeme relativan pojam. Oni vide ljude kao stonogu koja počinje kao beba a zvaršava kao starac te mogu izabrati bilo koji trenutak u vremenu kako bi ga vidjeli. Odveli su ga na neko vrijeme na njihov planet te ga stavili u zološki vrt gdje je zajedno s Montanom Wildhack dobio dijete. Nakon radio objave, Billyjeva kćer Barbara zaključi da je on izgubio zdravi razum. Ipak, on i dalje tvrdi da se u jednom trenutku malo nađe u 1945., pa u 1955. pa u 1963. godini. Pošto tako putuje, Billy se ponovno prisjeti kako ga je otac šokirao kada ga je kao malog dječaka bacio u dubok bazen te kako se kao odrasli čovjek oženio za Valenciju Merble, debelu ali bogatu kćer optičara koji mu je osigurao lagodan život. Njihov sin otišao je boriti se u Vijetnamskom ratu. Valencija je pak poginula kada ga je u žurbi otišla posjetiti u bolnicu nakon njegove avionske nesreće.
U nekoliko navrata, Billy se ponovno vrati u razdoblje dok je još bio šeprtljavi mladić u Drugom svjetskom ratu. Tamo je po zimi šetao s dvojicom izviđača i neuglednim, debelim Roladnom Wearyjem koji ga nije podnosio ali je smišljao kako će napisati slavni roman o njihovim zgodama kao "Trojici mušketira". Kada ih uhvate njemački vojnici, upucaju izviđače a Rolanda i Billyja stave u vagon pun američkih vojnika. Prilikom prijevoza, Roland umire od gangrene na nogama te natjera zarobljenika Paula Lazzaroa da mu obeća da će se osvetiti Billyju. Ovaj mu to obeća, no ni sam ne zna kako Billy uopće izgleda. Stigavši u sabirni logor, upoznaju starijeg i iskusnijeg vojnika Edgara Derbyja, koji će kasnije biti strijeljan jer je ukrao čajnik. Naknadno, Nijemci ih transportiraju u Dresden, u "Klaonicu pet" koja je prenamijenjena u prostoriju za ratne zarobljenike. Tamo sretnu Howarda W. Campbella, Jr., američkog nacista koji ih pokuša nagovoriti da stanu na njemačku stranu, no Edgar mu se usprotivi. Dresden je bio pošteđen ratnih razaranja sve do 13. veljače 1945. kada su savezničke sile izvršile strahovito bombradiranje koje je gotovo uništilo cijeli grad. Billy i ostali zarobljenici su preživjeli jer su bili u bunkeru zgrade. Nakon rata, Billy je vraćen natrag u Ameriku.
Vrativši se natrag u sadašnjost, upoznaje slavnog pisca ZF romana Kilgorea Trouta s kojim se sprijatelji. Jednom prilikom, dok je bio izgubljen, Billy u New Yorku svrati u knjižaru i pronađe par Troutovih knjiga, te se sjeti da ih je već pročitao: jedna je o čovjeku kojeg su vanzemaljci oteli i stavili u zološki vrt s jednom glumicom na njihovom planetu a druga je o putniku kroz vrijeme. Na kraju, Billy se vrati u svoj najdraži trenutak u životu, kada je mirno spavao u kočiji nakon završetka rata i čuo pjev ptica.

## Struktura romana i prijem
Roman je pisan u vrlo inovativnom stilu. U prologu sam autor govori o tome kako je pisao knjigu te s kojim se problemima sreo, a tamo čak navodi početak i kraj romana: "Sad sam završio svoju ratnu knjigu. Sljedeća koju ću napisati bit će mačji kašalj. Ova je promašaj, i morala je biti, jer ju je napisao stup soli. Počinje ovako: 'Čujte: Billy Pilgrim se otkačio iz vremena.' A završava ovako: 'Ćiju-ćiju-ći?'". To su doista prve i zadnje riječi radnje romana.
Drugom prilikom, autor čak sam sebe navodi u radnji: "Billy pogleda u nužnik. Jadikovanje je dopiralo od tamo. Mjesto je bilo krcato Amerikancima koji su skinuli gaće. Od gozbe u znak dobrodošlice dobili su vulkanske proljeve. Jedan Amerikanac u blizini Billyja, kukao je da je izbacio sve osim mozga. Trenutak kasnije, reče: - Evo, izlazi, evo izlazi. - Mislio je na svoj mozak. To sam ja. To sam bio ja. To je bio pisac ove knjige." Također, prisutni su mnogi humoristični elementi u radnji, čak i u ozbiljnim situacijama. U drugom poglavlju tako piše: "Kao član posade topa, pomogao je da se u bijesu ispali jedan metak - iz protutenkovskog topa kalibra 57 milimetara. Top je proizveo zvuk cijepanja, kao da se povlači cip na šlicu Svemogućeg Gospoda."
Neke od glavnih tema radnje su slobodna volja, fatalizam, posljedice ratnih strahota te maštanje i bijeg u neki ljepši svijet fantazije. Primjerice, dok je bio u umobolnici, Billy je upoznao Eliota Rosewatera koji ga je upoznao s eskapističkim ZF romanima. "Rosewater je jednom prilikom rekao Billyju zanimljivu stvar o jednoj knjizi koja nije spadala u znanstvenu fantastiku. Rekao je da se sve što se može znati o životu nalazi u knjizi "Braća Karamazovi" od Dostojevskog. - Ali to više nije dovoljno - reče Rosewater."
Svojedobno, "Klaonica pet" je nominirana za nagradu Hugo i za nagradu Nebula u kategoriji najboljeg ZF romana. Međutim, nagrade je pobrala Ursula K. Le Guin za svoj roman "Lijeva ruka tame".
Pred kraj romana, Vonnegut je naveo da je tijekom bombardiranja Dresdena ubijeno preko 135,000 ljudi, međutim najnovija neovisna istraživanja su potvrdila da je taj broj bio pretjeran te da je stvaran broj žrtava vjerojatno negdje između 18,000 i 25,000.